# So weit die Füße tragen (2001)
So weit die Füße tragen ist ein deutscher Spielfilm. Er entstand 2001 unter der Regie von Hardy Martins und basiert auf dem gleichnamigen Roman von Josef Martin Bauer.
Ebenfalls auf der Romanvorlage beruhte der 1959 entstandene Fernsehmehrteiler So weit die Füße tragen von Fritz Umgelter.

## Handlung
Bayern, 1944: Während des Zweiten Weltkriegs steigt der Oberleutnant Clemens Forell am Bahnhof in einen Zug, um an der Front in der Sowjetunion zu kämpfen. Er verabschiedet sich von seiner schwangeren Frau Kathrin und seiner Tochter in der Hoffnung, zu Weihnachten wieder zuhause zu sein. Forell gerät jedoch in sowjetische Kriegsgefangenschaft und wird zu 25 Jahren Zwangsarbeit in einem ostsibirischen Bleibergwerk am Kap Deschnjow verurteilt. Schon auf der Zugfahrt und dem anschließenden Gewaltmarsch dorthin sterben viele seiner Kameraden an Hunger, Kälte und Erschöpfung. Im Bergwerk müssen die deutschen Gefangenen unter dem gnadenlosen Kommando des sowjetischen Oberleutnant Kamenew bei Hungerrationen nahezu pausenlose Schwerstarbeit verrichten, wodurch Forell Fluchtgedanken bekommt. Da er vor dem Krieg als Mechaniker tätig war, wird er eines Tages aus dem Bergwerk geholt, um den Stromgenerator des Lagers zu reparieren. In einem unbeobachteten Moment unternimmt er einen ersten Fluchtversuch, bei dem er allerdings noch auf dem Bergwerksgelände von einem sowjetischen Soldaten entdeckt und gefasst wird. Als Konsequenz prügeln ihn seine Kameraden in einem Spießrutenlauf halb tot, nachdem sie für seinen Fluchtversuch mit Nahrungsentzug bestraft worden sind.
Aufgrund seiner Verletzungen kommt Forell ins Lazarett des Lagers, wo er den deutschen Arzt Heinz Stauffer kennen lernt. Stauffer, der bereits selbst seine Flucht vorbereitet hatte, ist an Krebs im Endstadium erkrankt und hat resigniert, da das Vorhaben für ihn sinnlos geworden ist. Aus diesem Grund überlässt er Forell seine mühsam beschaffte Ausrüstung (u. a. Winterkleidung, Schneeschuhe, Schneebrille, Verpflegung, Machorka, Landkarte, Messer, Pistole) und klärt ihn über eine mögliche Fluchtroute, den passenden Zeitpunkt und die möglichen Gefahren auf. Im Gegenzug muss Forell versprechen, dass er Stauffers Ehefrau besuchen und über seinen Tod benachrichtigen wird, falls ihm die Rückkehr nach Deutschland gelingt. In der Nacht vor seiner Entlassung aus dem Lazarett flieht Forell während eines Schneesturms unentdeckt aus dem Lager und Stauffer begeht Selbstmord. Als Kamenew die Flucht bemerkt und den toten Stauffer in seinem Arbeitszimmer findet, ist Forell bereits weit genug vom Lager entfernt und für die Wachmannschaften nicht mehr auffindbar. Von nun an verfolgt Kamenew den flüchtigen Forell quer durch die Sowjetunion.
Zahlreiche Tagesmärsche später lässt Forell schließlich die karge sibirische Schneewüste hinter sich. Er erreicht bewaldetes Gebiet, wo er auf zwei zwielichtige Einsiedler trifft, denen er sich anschließt. Es kommt nach einiger Zeit zum Zerwürfnis, als einer der Einsiedler zunächst seinen Partner wegen ihrem geschürften Gold tötet und später Forell einen Abhang hinunter stößt, wo er ihn seinem Schicksal überlässt. Forell wird von Wölfen angefallen und in letzter Sekunde von Jakuten gerettet, die ihn in ihrem Zeltlager aufnehmen und gesund pflegen. Nachdem Forell sich von seinen Verletzungen erholt hat, verlässt er die Jakuten, um sie nicht weiter in Gefahr zu bringen, da in den umliegenden Ortschaften öffentlich nach ihm gefahndet wird. Forell bekommt zum Abschied von den Jakuten einen Schlittenhund geschenkt, der ihn fortan begleitet. Auf seinem Weg Richtung Westen wird Forell in einem sowjetischen Sägewerk aufgegriffen, wo man ihn für einen ausländischen Landstreicher hält. Da er keine Papiere hat, wird er den Behörden gemeldet, aber letztendlich als Bremser auf einen Güterzug nach Tschita gesetzt, um ihn loszuwerden. Kamenew, der nun Forells Aufenthaltsort kennt, fängt den Zug an einem Bahnhof ab. Als sich die beiden Männer plötzlich gegenüberstehen, greift Forells Hund Kamenew an und wird dabei erschossen, wodurch Forell aber erneut fliehen kann. In Kasalinsk trifft Forell den armenischen Juden Igor, der ihm dabei hilft, einen gefälschten Pass und einen Passierschein in den Iran zu beschaffen. Auch dieses Vorhaben bleibt nicht unbemerkt und während Forell bereits auf dem Weg zur iranischen Grenze ist, taucht Kamenew in Igors Wohnung auf, um ihn zu verhören. Igor, der bereits zuvor Anzeichen einer Herz-Kreislauf-Erkrankung zeigte, bricht dabei zusammen und stirbt. Forell erreicht am nächsten Tag die Grenze zum Iran und es kommt im Niemandsland auf der Grenzbrücke zum Zusammentreffen von Forell und Kamenew auf „Westernart“. Kamenew lässt Forell mit den Worten „Ich hab’ dich besiegt!“ passieren.
Forell wird im Iran verhaftet und landet in einem Gefängnis in Teheran, da man ihm seine Fluchtgeschichte nicht glaubt und ihn stattdessen verdächtigt, ein sowjetischer Spion zu sein. Im Dezember 1952 kommt ein iranischer Militäroffizier Forell's Bitte nach, seinen Onkel Erich Baudrexel vorzuladen, der seit langer Zeit geschäftlich in der Türkei lebt und ihn identifizieren könnte. Baudrexel erkennt seinen Neffen anfangs nicht, jedoch kann Forell seine Identität mit dem Wissen über die Widmung auf der Rückseite eines Fotos im Familienalbum seines Onkels bestätigen. Er wird freigelassen und kommt an Heiligabend in seinem Heimatdorf an. Zunächst beobachtet er unentdeckt seine Familie auf dem Weg zur Kirche und sieht dabei auch zum ersten Mal seinen Sohn, der bereits im Grundschulalter ist. Forell betritt während dem Weihnachtsgottesdienst die Kirche und schließt seine Familie in die Arme, für die er 8 Jahre lang als "vermisst im Einsatz" galt.

## Hintergrund
Während sich Fritz Umgelters Fernsehmehrteiler von 1959 weitgehend an die Buchvorlage hält, weicht die Verfilmung von Hardy Martins deutlich davon ab. So betont die Neuverfilmung das Verhältnis zum sowjetischen Offizier Oberleutnant Kamenew, der Forell nachjagt. Diese Figur kommt weder im Roman noch in der Umgelter-Verfilmung vor. Da der Film zum großen Teil in Russland spielt, ließ der Regisseur in weiten Teilen des Films russische Schauspieler agieren, die auch Russisch sprachen. Der Film erhielt beim Filmfest in Mailand im Jahr 2002 einen Preis für das beste Produktionsdesign.

## Kritiken
„Ex-Stuntman Hardy Martins bietet nach seinem leider vom Publikum nicht gewürdigten und deshalb an den Kinokassen misslungenen Kino-Debüt Cascadeur nun ein packendes Remake des legendären TV-Mehrteilers von Fritz Umgelter aus dem Jahr 1958. Die Geschichte basiert auf dem gleichnamigen Tatsachenroman von Josef Martin Bauer. Ebenso abenteuerlich wie die Geschichte gestalteten sich die Dreharbeiten an Originalschauplätzen. Auch hier mussten die Beteiligten oft an ihre Grenzen gehen. Das Ergebnis: spannende, aufwändig inszenierte Unterhaltung vor grandioser Naturkulisse!“

„Weniger am politischen Hintergrund als am Abenteuer-Potenzial der Geschichte interessiert, überzeugt der Film trotz einiger erzählerischer Redundanzen vor allem durch die großartigen Bilder und einen ausgesprochen präsent agierenden Hauptdarsteller.“